# Retable de San Pietro a Ovile
Le retable de San Pietro a Ovile est  une peinture  de Matteo di Giovanni entre 1455 et 1464, conservée au musée diocésain de Sienne.

## Histoire
Le retable fut celui de l'église San Pietro a Ovile (en) alors attachée à un hospice, dans la paroisse de  Santa Maria di Provenzano.

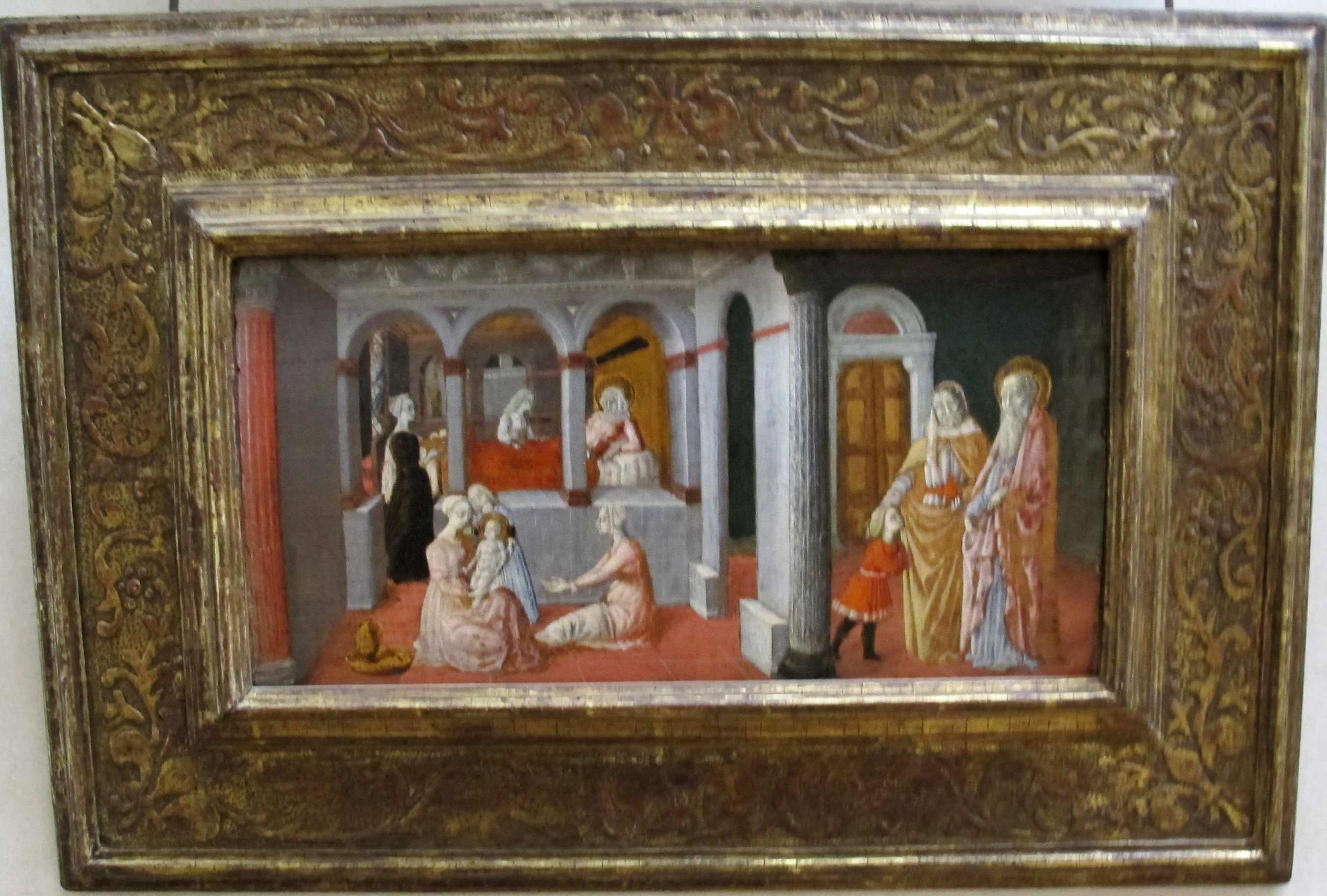
Élément de prédelle au Louvre.

La prédelle des épisodes de la Vie de Marie a été détachée et est partagée entre le musée du Louvre (Naissance de la Vierge de 44,5 × 22,5 cm) et le Museum of Fine Arts de Philadelphie (Mariage de la Vierge et Visitation dans la collection G. Johnson) ; un quatrième élément semble perdu.

## Iconographie
L'Annonciation faite à la Vierge, traditionnellement représentée avec l'archange Gabriel en « ange annonciateur » et Marie en « Vierge annoncée » est accompagnée, dans les panneaux latéraux d'un polyptyque, d'autres figures saintes ou de scènes de la Passion du Christ.

## Description
Dans un format polyptyque à pinacles,  colonnettes, cadrages trilobés, sur fond d'or, le panneau central représente l'Annonciation (l'archange Gabriel agenouillé à gauche, Marie assise à droite, séparés par un vase contenant des lys. la colombe blanche du Saint-Esprit  les surmonte)
les panneaux latéraux : à gauche, saint Jean Baptiste tenant son bâton croisé ; à droite saint Bernardin de Sienne portant le livre ouvert de la main gauche, et le monogramme IHS de la main droite.
Sur les panneaux du registre supérieur figure au centre une Crucifixion (entourée de Marie-Madeleine en rouge et de l'apôtre Jean en rose) encadrée à gauche et à droite des saints Pierre et Paul.

## Analyse
Bien que le sol semble se continuer à gauche comme à droite par les couleurs rouge et noire du tapis, il n'y a pas réellement une continuité spatiale perspective entre la scène principale et les latérales (fonds décalés), bien que les innovations florentines aient standardisés les représentations au XVe siècle. La facture de Matteo di Giovanni, peintre siennois, reste encore bien ancrée dans le goût byzantin.